# اریک سرخ

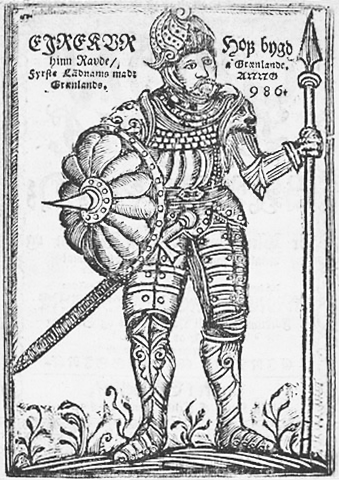
اریک سرخ

اریکِ سُرخ (به نروژی باستان: Eiríkr rauði، به ایسلندی: Eiríkur rauði، به نروژی:Eirik Raude؛ زادهٔ ۹۵۰ میلادی – درگذشتهٔ ۱۰۰۰ میلادی) بنیادگذار نخستین مستعمره نورس‌نشین در گرینلند بود. او در بخش یرن در روگالاند نروژ زاده‌شد و پسر توروالد آسوالدسون بود.

## رانده‌شدن اریک
برپایه حماسه‌های اسکاندیناوی اریک به دنبال کشتن کسانی به ایسلند تبعید شده‌است. در ایسلند همسایه‌اش تورگِست از او پارویش را قرض می‌گیرد ولی آن را بازپس نمی‌دهد. به‌ناچار اریک آن را از تورگست می‌دزدد. پس از دزدی در راه بازگشت با دو پسر تورگست درگیر می‌شود و آنها را می‌کشد. در دومین بزه اریک به خونخواهی کشته شدن برده‌اش کسی را کشته بود. اینچنین او را از ایسلند هم بیرون راندند و او اینچنین با پیروانش بر کشتی نشستند و نزدیک به پانصد مایل (۸۰۴٫۶۷۲ کیلومتر) به سوی غرب ایسلند راند.

## جاگیرشدن در گرینلند
برخی بر این باورند که گرینلند صد سال پیش از اریک به دست مردان شمالی دیگری به رهبری گونبیورن اولفسون یافته شده‌است. پس از گونبیورن کسی به نام استبیورن گالتی کوشید در گرینلند آبادی‌ای پدید آورد ولی ناکام ماند.
به هر روی در نزدیک به سال ۹۸۲ میلادی اریک سرخ به سوی سرزمینی رازآمیز و کم‌شناخته پیش راند. اریک در آغاز در جنوب گرینلند دماغه فِیروِل را دورزد و به سوی بخش باختری آن راند و سرانجام به بخشی رسید که یخ کمتری داشت و برای جاگیر شدن درخور می‌نمود. برپایه حماسه او سه سال را برای گردش در آن سامان گذراند. او به این دلیل نام این آبخوست را گرینلند گذارد تا بتواند کسانی را بدانجا بکشاند. پس از سه سال که او از تبعید به ایسلند بازگشت توانست گروهی را به‌ویژه وایکینگهای بی‌چیز جزیره‌های ایسلند را متقاعد کند که گرینلند بختی برای زندگی بهتر است و آنان را بدانجا بکوچاند.
در ۹۸۵ میلادی اریک با گروهی بزرگ از کوچندگان به گرینلند بازگشت و دو مهاجرنشین در جنوب غربی آنجا پدید آورد. اینان در هنگامی که هوا مناسب می‌شد از مدار قطبی شمال می‌گذشتند و به شکار خوک آبی و والهای به گل‌نشسته می‌رفتند و دست به بازرگانی دندان‌های آن جانوران می‌زدند.
اریک سرخ در آن سامان دولتی پدید آورد و اکنون که هم دارای ارجمندی هم دارایی بود به خود لقب سرکرده برتر را داد.
در حماسه آمده‌است که پسر اریک سرخ(لیف اریکسون)در اندیشه یافتن سرزمین‌های بیشتر بود و قرار بود با اریک به این کار بروند که اریک از اسب به زمین خورد و پایش شکست. اریک این را به فال بد گرفت و پسرش لیف اریکسون را همراهی نکرد و اورا به تنهایی فرستاد. اریک در نخستین زمستان پس از راهی‌شدن پسرش مرد. لیف اریکسون را نخستین وایکینگی می‌دانند که به وینلند در آمریکای شمالی رسید.(از پیش بیارنی از یاران اریک آن سرزمین ها را دیده و به لیف گفته بود که ۳ جزیره در آنجا قرار دارد اما خود از کشتی پیاده نشده و به انجا نرفته بود)